# ノイズ・レコード
ノイズ・レコード (Noise Records) はドイツのレコード・レーベル。1984年にカール=ウルリッヒ・ウォルターバックがアグレッシヴ・ロック・プロダクションを拡大する形で設立。当初はデス・メタルを中心に作品をリリースしていくが、やがて幅広いヘヴィ・メタル作品を取り扱うようになる。
1990年代末にサブ・レーベルの T&T を設立。その後両レーベルは2001年にサンクチュアリ・レコードに吸収された後も、しばらくレーベルの名義自体は残されていた。しかし、2007年6月にサンクチュアリ・レコードが、ユニバーサル・ミュージックに4450万ポンドで買収されることが明らかになった。
そして同年8月に、サンクチュアリ・レコードの活動が終了するとの決定がくだされた。活動終了とともに、ノイズ・レコードの名義も消滅した。

## かつて所属していたバンド
- アイアン・セイヴィアー
- ウォレント
- ガンマ・レイ
- キャメロット
- クリーター
- スカイクラッド
- ストラトヴァリウス
- セルティック・フロスト
- タンカード
- D.A.M.
- ハロウィン
- プライマル・フィア
- ヘヴンリー
- ランニング・ワイルド
- レイジ
- ヴォイヴォド

など

## 脚註
1. ↑  “Universal Music to buy Sanctuary” (HTML) (英語).   BBC News (2007年6月15日). 2007年7月16日閲覧。